# ぽかぽかばんぱいあ
『ぽかぽかばんぱいあ』は、しまだわかばによる日本の漫画作品。『チャンピオンRED』（秋田書店）にて2008年9月号から2010年12月号まで連載され、『チャンピオンREDいちご』（同）でも2014年Vol.45（最終号）まで並行連載された。2009年5月現在、単行本が刊行されており、巻数表記はない。

## あらすじ
売れない少女漫画家・ヒカリ、幼女の吸血鬼・ローラとメイドのエミリー。不思議主従が繰り広げるユルい日常を描く癒し系4コマ。

## 登場人物
ローラ
ひなたぼっこが大好きな吸血鬼（ヴァンパイア）のお嬢様。思い込みが激しい208歳。
エミリー
ローラ専属のメイド。コウモリの物の怪だが、バイト先はメイド喫茶・メイディッシュ。
お嬢様には激甘だが、どうでもいい他人には超クールな一面もある。実は投資家でもあり、預金や資産は今や計り知れないほど非常にたくさんある。
朝野ヒカリ
売れない少女漫画家。メガネっ娘。喋り方はぶっきらぼうだが意外と巨乳。老けて見えるが実は20歳。
ポーラ
ローラのいとこ。吸血鬼の父と人間の貴族の母の間に生まれた貴重(?)なハーフ。分家のお嬢さんなので、あだ名は“ぶんけちゃん”。報われないのに、無駄に高飛車。メイドのソフィアにだけはワガママ放題。
ソフィア
ポーラ専属のメイド。弱気。ポーラのためなら力を尽くすが、たいがいは失敗する（そして折檻される）。方向音痴で地図が読めない。メガネっ娘だが、そのドジ加減は宇宙級であるため、ヒカリの部屋での居場所はベランダ。
店長
メイド喫茶・メイディッシュの店長。大事なのは“萌え”。
大山広美
ヒカリの担当編集者。抜かりない。神出鬼没。メイド喫茶の常連。優日の父の妹。ドS。
大山優日
漫画を含め、ヒカリの熱心なファン。広美の姪。波多野小学校3年2組に在籍。

## 書誌情報
- しまだわかば『ぽかぽかばんぱいあ』秋田書店〈チャンピオンREDコミックス〉、2009年5月20日発売[2]、ISBN 978-4-253-23471-9